# Larisa Yurkiw
Larisa Yurkiw, född den 30 mars 1988 i Owen Sound, Ontario, var en kanadensisk alpin utförsåkare. Yurkiw gjorde sin världscuppremiär i Altenmarkt im Pongau i januari 2007 i disciplinen störtlopp. Hon inhämtade två guld i de kandanensiska mästerskapen 2008, tre silver 2009 samt ett guld, ett silver och ett brons 2013.
Den 16 januari 2015 kom Yurkiw på andra plats i världscupens störtlopp i Cortina d'Ampezzo, vilket var hennes största framgång. 2016 blev hon totalt trea i störtloppscupen.
I maj 2016 meddelade Yurkiw att hon avslutar karriären.